# Казарян, Енок Семёнович
Енок Семёнович Казарян (18 октября 1907 года, Грузия — 30 сентября 1981 года, Ереван), армянский ботаник, доктор биологических наук (1960), профессор (1961), заслуженный деятель науки Армянской ССР (1967).

## Биография
В 1930 году окончил Ереванский государственный университет. В 1930—1942 гг. работал в Ереванском государственном университете в качестве заведующего кафедрой ботаники, одновременно в 1935—1941 гг. — директор Ереванского ботанического сада и директор Института ботаники АН Армянской ССР. В 1947—1952 гг. и 1961—1962 гг. работал министром сельского хозяйства Армянской ССР, а в 1955—1981 гг. — заведующим кафедрой агрономии и ботаники Ереванского сельскохозяйственного института.
Депутат Верховного Совета Армянской ССР в 1947—1951 гг., депутат Верховного Совета СССР в 1950—1954 гг.

## Награды
- орден Трудового Красного Знамени
- орден Отечественной войны I степени